# Saint-Étienne-la-Cigogne
Saint-Étienne-la-Cigogne is een voormalige gemeente in het Franse departement Deux-Sèvres (regio Nouvelle-Aquitaine) en telt 114 inwoners (2005).

## Geschiedenis
Saint-Étienne-la-Cigogne maakte deel uit van het kanton Beauvoir-sur-Niort. Toen dit kanton op 22 maart 2015 werd opgeheven werd de gemeente opgenomen in het kanton Mignon-et-Boutonne.
Op 1 januari 2018 fuseerde Saint-Étienne-la-Cigogne met Belleville, Boisserolles en Prissé-la-Charrière tot de commune nouvelle Plaine-d'Argenson.

## Geografie
De oppervlakte van Saint-Étienne-la-Cigogne bedraagt 4,8 km², de bevolkingsdichtheid is 23,8 inwoners per km².
De onderstaande kaart toont de ligging van Saint-Étienne-la-Cigogne met de belangrijkste infrastructuur en aangrenzende gemeenten.

## Demografie
Onderstaande figuur toont het verloop van het inwonertal.